# NGC 4947A
NGC 4947A (другие обозначения — ESO 382-4, MCG -6-29-5A, PGC 45180) — галактика в созвездии Центавр.
Этот объект не входит в число перечисленных в оригинальной редакции «Нового общего каталога» и был добавлен позднее.